# クサフジ
クサフジ（草藤、学名: Vicia cracca）はソラマメ属に属する多年草。和名の由来は、葉と花がフジに似ていることから。別名、ガーデンベッチ、ケクサフジ。中国名は、多花野碗豆、廣布野豌豆。

## 特徴
北海道、本州、四国、九州に分布する。山地の草原の日当たりの良い場所や林縁に生える。
茎はつる状で、長さは80 - 150センチメートル (cm) になる。茎は角張り、細かい毛がある。葉は羽状複葉でやや薄く、18 - 24個ほどの小葉と先端が分枝する巻きひげからなる。小葉は長さ1 - 3 cmの狭卵形。托葉は小さく2歯があるが、無いものもある。
花期は5 - 9月で、茎の上部にある葉の腋から花柄を伸ばす。淡紫色から青紫色の蝶形花が長い総状花序に蜜になって咲く。花の長さは、10 - 12ミリメートル (mm) 。5歯のある萼をもち、下側の1歯が特に長い。果実は豆果で毛がなく、長さが2 - 3 cm、幅が5 - 6 mmの長楕円形になる。普通、莢の中に2 - 6個ほどの種子ができる。

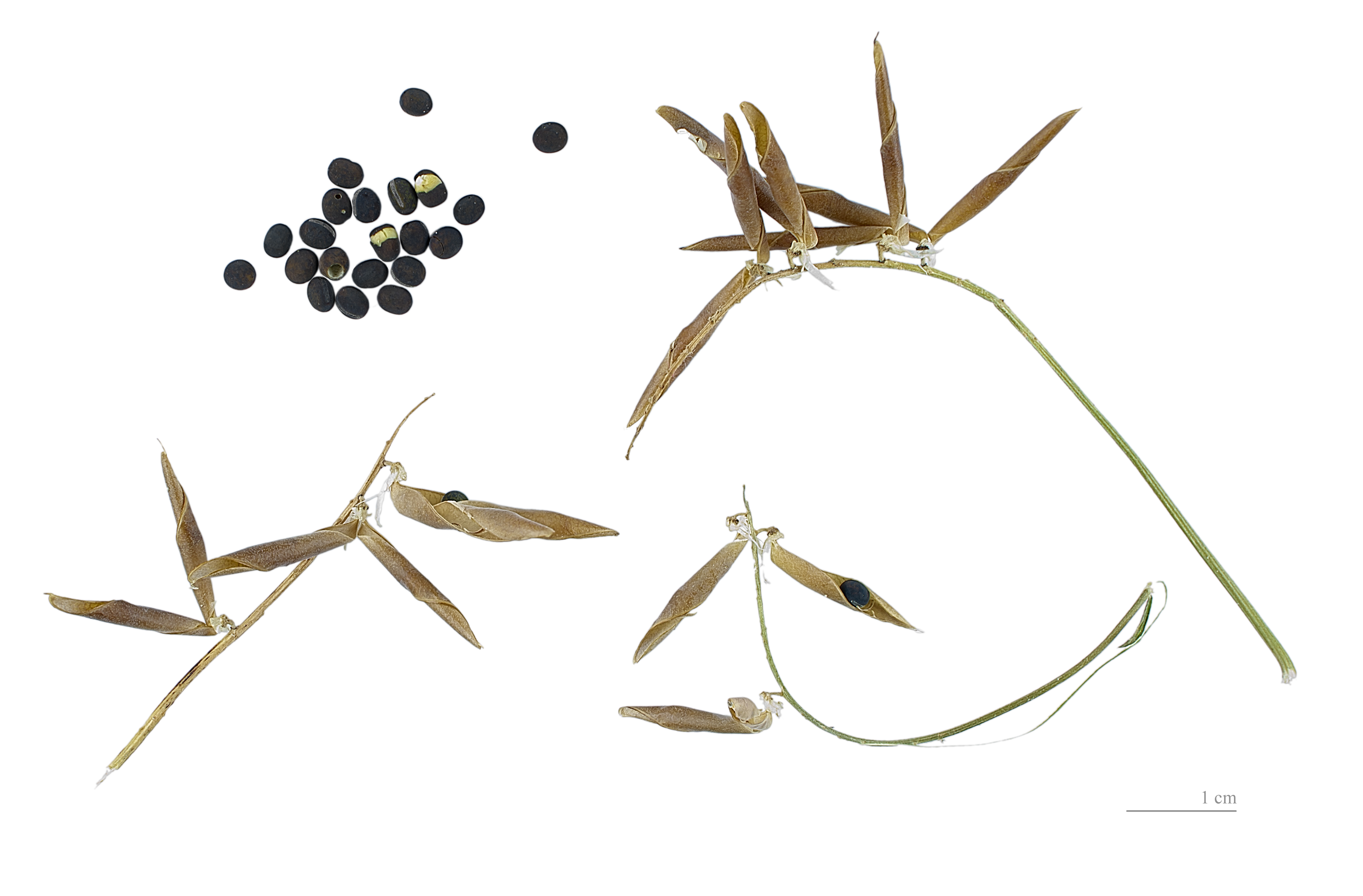
種子

## 利用
食べられる野草のひとつで、柔らかい新芽や葉を摘んで食用にできる。採取時期は、中部以西の西日本が4月、関東地方が4 - 5月、東北地方以北では4 - 6月ごろとされる。茹でてから水にさらし、和え物やおひたし、酢の物にしたり、クセはなく生のまま天ぷらやサラダの付け合わせなどにする。花の花弁だけを摘んで、軽く湯通しして酢の物にもできる。

## 近縁種
- ヒロハクサフジ　Vicia japonica A.Gray

三重県以東の海岸に分布する。小葉が10 - 16個でやや幅広く、小葉の側脈が横に張り出す。クサフジと同様に食用になる。
- オオバクサフジ　Vicia pseudo-orobus Fisch. et C.A.Mey.

小葉が4 - 10個になり、楕円形の小葉の幅が15-30mmになる。